# Eruguera de carpó blanc
L'eruguera de carpó blanc (Coracina leucopygia) és una espècie d'ocell de la família dels campefàgids (Campephagidae). Habita boscos i terres de conreu de Sulawesi, incloent moltes illes adjacents.